# Laolongkou Shuiku
Laolongkou Shuiku (kinesiska: 老龙口水库) är en reservoar i Kina. Den ligger i provinsen Liaoning, i den nordöstra delen av landet, omkring 160 kilometer väster om provinshuvudstaden Shenyang. Laolongkou Shuiku ligger 93 meter över havet. Arean är 1,7 kvadratkilometer. Trakten runt Laolongkou Shuiku består till största delen av jordbruksmark. Den sträcker sig 2,5 kilometer i nord-sydlig riktning, och 1,6 kilometer i öst-västlig riktning.
Genomsnittlig årsnederbörd är 756 millimeter. Den regnigaste månaden är juli, med i genomsnitt 187 mm nederbörd, och den torraste är januari, med 5 mm nederbörd.